# ブライオン・ガイシン
ブライオン・ガイシン（Brion Gysin、1916年1月19日 - 1986年7月13日）は、イギリス生まれ・カナダ出身のフランスの画家、著述家、音響詩人、パフォーマンス・アーティストである。
親友の小説家ウィリアム・S・バロウズとともに、カットアップの手法を用いたことで知られる。また、エンジニアのイアン・ソマービルと共同で、目を閉じて鑑賞する美術品として設計された装置「ドリーマシン」(Dreamachine)を発明した。しかし、ガイシンが最も力を注いだのは絵画であり、日本の草書体やアラビア文字に触発されたカリグラフィ作品を制作した。バロウズは後に、「ブライオン・ガイシンは私が尊敬する唯一の男だ」と述べている。

## 生涯

### 若年期
ガイシンの両親はカナダ人である。カナダ海外派遣軍の大尉だった父レナード・ガイシンのイギリス出兵中に、イギリス・バッキンガムシャー州のタプロウにあるカナダ軍の病院で生まれた。出生時の名前はジョン・クリフォード・ブライアン・ガイシン(John Clifford Brian Gysin)である。父レナードは、息子の誕生の8か月後に戦死した。オンタリオ州デズロント出身の母のステラ・マーガレット・マーティンは、夫の死後に息子とともにカナダに戻り、アルバータ州エドモントンに定住した。
英国国教会の寄宿学校に入学したが、ガイシンは同校唯一のカトリック教徒かつ通学生徒だった。15歳で同校を卒業した後、イギリス・サマセット州バース近郊のストラットン・オン・ザ・フォッセにあるダウンサイド・スクールに送られた。この学校はベネディクト会が運営する名門校で、「カトリック公立学校のイートン校」とも呼ばれる。このような背景から、ガイシンは無神論者になった。

### シュルレアリスム
1934年にパリに移り、ソルボンヌ大学の公開講座"La Civilisation Française"を受講した。また、マックス・エルンストの2番目の妻であるマリー・ベルテ・アウレンシュを通じて、文学者や芸術家との交流を深めた。シュルレアリスムグループに参加し、ヴァランティーヌ・ユーゴー、レオノール・フィニ、サルバドール・ダリ、パブロ・ピカソ、ドラ・マールと頻繁に会うようになった。1年後、パリのGalerie de Quatre-Cheminsで、エルンスト、ピカソ、ジャン・アルプ、ハンス・ベルメール、ヴィクトル・ブローネル、ジョルジオ・デ・キリコ、ダリ、マルセル・デュシャン、ルネ・マグリット、マン・レイ、イヴ・タンギーらと初の展覧会を開いた。しかし、内覧会当日、詩人のポール・エリュアールに写真を取り下げるよう命じたアンドレ・ブルトンによって、ガイシンはシュルレアリスムグループから追放されてしまった。ガイシンが19歳のときである。ガイシンの伝記作家であるジョン・ガイガーは、この恣意的な追放は「呪いのような効果があった」と指摘している。数年後、彼はその他の失敗もブルトン事件のせいにした。この事件は、美術界を支配しようとする強力な利害関係者に関する陰謀論を生み出した。ガイシンはこの除名について様々な説明をしているが、中でもブルトンに対する「不服従」(insubordination)や「不敬罪」(lèse majesté)といったものが多かった。

### 第二次世界大戦後
第二次世界大戦中にアメリカ陸軍に従軍した後、ガイシンはジョサイア・ヘンソンの伝記"To Master, a Long Goodnight: The History of Slavery in Canada"を1946年に出版した。また、18か月の日本語学習コースに参加し、書道を含む日本語を学んだ。1949年、第1回フルブライト・フェローの1人に選ばれた。ガイシンが奨学金を受けた目的は、ボルドー大学とセビリアにあるインディアス総合古文書館で奴隷制度の歴史を研究することだったが、このプロジェクトは後に放棄された。1950年に小説家・作曲家のポール・ボウルズとともにモロッコのタンジェ（タンジール）を訪れた後、その地に移り住んだ。1952年ごろに、紀行作家でポリアモリー主義者のアン・カミングと出会い、亡くなるまで友人であり続けた。

### モロッコとビートホテル
1954年、ガイシンは友人のモハメド・ハムリと共にタンジェで「千一夜」(The 1001 Nights)というレストランを開き、ハムリが料理人を務めた。ガイシンは、ジャジューカのマスター・ミュージシャンを雇い、アクロバットやダンスボーイ、ファイヤーイーターなどのエンターテイメントとともに演奏してもらった。彼らは、ウィリアム・S・バロウズら世界各国からの顧客のために演奏していた。しかし、1958年にレストランは閉鎖された。同年、ガイシンはパリに戻り、後に「ビートホテル」(Beat Hotel)として有名になるジートルクール通り9番地の簡易宿泊所に宿泊した。ドローイングをしていたガイシンは、偶然にダダイスムの技法を発見した。

ウィリアム・バロウズと私は、1958年の寒いパリの春、ビートホテルの15号室で、初めて一緒に執筆のテクニックを学んだ...。バロウズは、巨大な原稿を編集することよりも、自分の写真をスコッチテープで壁に貼り付けて、場面が消えたり入り込んだりするような大きな連続体を作ることに夢中だった...。『裸のランチ』が現れ、バロウズは姿を消した。バロウズは、アポモルヒネの常用をやめ、最初に治療法を教えてくれたデント博士に会うためにロンドンに飛んだ。15号室でドローイングの台紙を切っているときに、新聞の山をスタンレーナイフで切り裂きながら、半年ほど前にバロウズに言った「画家の技術をそのまま文章にする必要がある」という言葉を思い出した。私は生の言葉を拾い集めて、後に『ミニッツ・トゥ・ゴー』に「最初のカットアップ」として掲載される文章を書き始めた。
1959年9月にバロウズがロンドンから戻ってくると、ガイシンは自分の発見をバロウズに伝えただけでなく、そのために開発した新しい技法も教えた。バロウズは『裸のランチ』を完成させる際にその技術を活用し、この実験はアメリカ文学を劇的に変えた。ガイシンは、『インターゾーン』をはじめとするバロウズの小説の編集に協力し、『裸のランチ』の映画化のための脚本を書いた（ただし、この脚本による映画化は実現しなかった）。2人はグローブプレス社から出版するための『サード・マインド』(The Third Mind)というタイトルの大作を共同で執筆したが、当初の構想通りに出版するのは現実的ではないと判断された。後にこのタイトルで出版された本には、このときに書いた原稿はほとんど盛り込まれていない。1997年に『ガーディアン』紙のインタビューに応じたバロウズは、「（ガイシンは）私が人生で尊敬している唯一の男だ。人を称賛したり、好きになったりしたことはあるが、尊敬したのは彼だけだ」と語っている。1969年、ガイシンは小説『プロセス』を完成させ、評論家ロバート・パーマーに「20世紀モダニズムの古典」と評された。
ガイシンは、カットアップの手法を変えて、1つのフレーズを何度も繰り返し、繰り返すたびに言葉の順序を変えていく「順列詩」(permutation poem)と呼ばれるものを生み出した。その例が "I don't dig work, man / Man, work I don't dig." である。これらの組み合わせの多くは、イアン・ソマービルが書いた初期のコンピュータプログラムであるランダムシーケンスジェネレータを使って導き出されたものである。1960年にBBCから放送用素材の制作を依頼されたガイシンは、銃の発射距離を変えて録音し、その音をつなぎ合わせた"Pistol Poem"などを制作した。同年、この作品は、ガイシン、フランソワ・デュフレーヌ、ベルナール・ハイドシェック、アンリ・ショパンらの実験的な作品を紹介する"Le Domaine Poetique"のパリ公演のテーマとして使われた。
1961年、ソマービルと共同でドリーマシン(Dreamachine)を製作した。この装置は、8〜16ヘルツのアルファ波を利用して、鑑賞者の意識を変化させることができるとされ、「目を閉じて見ることができる初の芸術作品」と評された。

### 晩年
1974年4月に直腸からの出血があった。同年5月にはバロウズに体調不良を訴える手紙を出している。しばらくして、大腸癌と診断され、放射線治療を受けた。1974年12月から1975年4月にかけて、ガイシンは何回もの手術を受けた。その中でも人工肛門の手術は非常にトラウマになり、極度の落ち込みと自殺未遂に追い込まれた。後に、"Fire: Words by Day – Images by Night"（1975年）で、自分が経験した恐ろしい試練を語っている。
1985年、フランスの芸術文化勲章コマンドゥールを受章した。
ガイシンは、著名なジャズソプラノサックス奏者であるスティーヴ・レイシーと幅広く活動を始めた。彼らは、1986年にフランスの音楽家ラムンショー・マッタと共同でアルバムを収録した。この作品では、ガイシンが自身で作詞した曲を歌い、レイシー、ドン・チェリー、エリ・メデイロス、リジー・メルシエ・デクルーらが参加している。このアルバムは、1993年にクラムド・ディスクから"Self-Portrait Jumping"というタイトルでCD化された。

### 死去
ガイシンは1986年7月13日に肺癌で死去した。葬儀はアン・カミングが執り行い、遺灰はモロッコのヘルクレス洞窟に撒かれた。『ニューヨーク・タイムズ』紙に掲載されたロバート・パーマーによる追悼記事では、「普通の芸術家が一生の仕事にするようなアイデアを、機関車が火花を散らすように気軽に投げ捨てた」人物であると紹介されている。その年の暮れには、彼の小説を大幅に編集した"The Last Museum"が出版された。
ガイシンがアリス・B・トクラスに冗談で紹介した大麻入りファッジのレシピが『アリス・B・トクラスの料理読本』に掲載されたことで、この菓子は「アリス・B・トクラス・ブラウニー」の名前で1960年代のカウンターカルチャーの間で有名になった。

## カットアップ
ウィリアム・S・バロウズは、『パリ・レビュー』誌のコンラッド・ニッカーボッカーによる1966年のインタビューで、彼の知る限りブライオン・ガイシンが「カットアップを最初に作った人物」だと説明している。

友人のブライオン・ガイシンは、ヨーロッパに30年間住んでいるアメリカの詩人・画家ですが、私の知る限り、カットアップを最初に作ったのは彼でした。カットアップされた彼の詩"Minutes to Go"は、BBCで放送され、後に小冊子して出版されました。私は1960年の夏にパリにいましたが、それは『裸のランチ』がパリで出版された後でした。私はこの手法の可能性に興味を持ち、自分でも試してみました。もちろん、考えてみれば、『荒地』は最初の偉大なカットアップ・コラージュであり、トリスタン・ツァラも同じようなことをしていました。ドス・パソスは『U.S.A.』の「カメラ・アイ」の節で同じアイデアを使っています。私は自分が同じ目標に向かっていると感じていたので、それが実際に行われているのを見たときには大きな発見がありました。

## 影響
2003年の"Brion Gysin: Tuning in to the Multimedia Age"（ブライオン・ガイシン: マルチメディア時代への同調）の著者であり、1998年にエドモントン美術館で開催された大規模な回顧展の共同キュレーターを務めたホセ・フェレス・クリ(José Férez Kuri)によれば、ガイシンの幅広く過激なアイデアは、ビート・ジェネレーションのアーティストやその後継者たち（デビッド・ボウイ、ミック・ジャガー、キース・ヘリング、ローリー・アンダーソンなど）のインスピレーションの源となっているという。ジェネシス・P・オリッジ、ジョン・ゾーン（2013年のアルバム『ドリーマシンズ』でガイシンに言及している）、ブライアン・ジョーンズなども影響を受けている。

## 主な作品
ジョン・ガイガーは、ガイシンの伝記"Nothing Is True Everything Is Permitted: The Life of Brion Gysin"を執筆し、ガイシンを主題とする"Chapel of Extreme Experience: A Short History of Stroboscopic Light and the Dream Machine"も発表している。"Man From Nowhere: Storming the Citadels of Enlightenment with William Burroughs and Brion Gysin"は、バロウズとガイシンの伝記的研究とガイシンへのオマージュをまとめたものであり、ジョー・アンブローズ、フランク・リン、テリー・ウィルソンが執筆し、マリアンヌ・フェイスフル、ジョン・ケイル、ウィリアム・S・バロウズ、ジョン・ジョルノ、スタンリー・ブース、ビル・ラズウェル、モハメド・ハムリ、キース・ヘリング、ポール・ボウルズが寄稿している。

### 著作物
| 散文 - To Master, A Long Goodnight: The History of Slavery in Canada (1946) - Minutes to Go (1960) - The Exterminator (1960) - The Process (1969) - Brion Gysin Let The Mice In (1973) - The Third Mind (1978) - ウィリアム・S・バロウズとの共著 - Here To Go: Planet R-101 (first published 1982) - Stories (1984) - The Last Museum (1985) ラジオ - Pistol Poem (1960) - Permutations (1960) - I Am (1960) - No Poets (1962) - Junk is No Good Baby (1962) | 映画 - 『裸のランチ』の映画化シナリオ (1973) 音楽 - Songs (hat ART, 181) - スティーヴ・レイシーと共同 - Junk (1985) - Self-Portrait Jumping (with Ramuntcho Matta, Don Cherry, Steve Lacy) (1993) 絵画 - Les deux faux interlocuteurs, Gradiva Rediviva Zoe Bertgang, and Signe dans le paysage (Surrealist ink drawings, 1935) - Sahara Sand (1958) - The Songs of Marrakech (1959) - Unit II pink, Unit III yellow, Unit IV orange, Unit V blue (1961) - Francis in the Beat Hotel (1962) - For a Stained-Glass Window in Rheims (1963) - Roller Poem (1971) - Calligraffiti of Fire (1986) |

## 情報源

### 印刷物

#### 一次情報
- Gysin, Brion (1946). To Master, A Long Goodnight: The History of Slavery in Canada. New York: Creative Age Press
- Gysin, Brion; Beiles, Sinclair; Burroughs, William S.; Corso, Gregory (1960). Minutes to Go. Paris: Two Cities Editions
- Gysin, Brion; Burroughs, William S. (1960). The Exterminator. San Francisco: Auerhahn Press
- Gysin, Brion (1969). The Process. New York: Doubleday
- Gysin, Brion; Burroughs, William S.; Sommerville, Ian (1973). Jan Herman. ed. Brion Gysin Let The Mice In'. West Glover, VT: Something Else Press
- Gysin, Brion; Burroughs, William S. (1978). The Third Mind. New York: Viking
- Gysin, Brion (1982). Here To Go: Planet R-101 (Interviews with Terry Wilson). London: Quartet Books
- Gysin, Brion (1984). Stories. Oakland: Inkblot Publications
- Gysin, Brion (1986). The Last Museum. New York: Grove Press
- Gysin, Brion (2000). Who Runs May Read. Oakland/Brisbane: Inkblot/Xochi
- Gysin, Brion (2001). Jason Weiss. ed. Back in No Time: The Brion Gysin Reader. Wesleyan University Press

#### 二次情報
- Morgan, Ted. Literary Outlaw: The Life and Times of William S. Burroughs. New York and London: W.W. Norton & Company, 1988, 2012.  ISBN 978-0393342604
- Kuri, José Férez, ed. Brion Gysin: Tuning in to the Multimedia Age. London: Thames & Hudson,  2003.  ISBN 0-500-28438-5
- Geiger, John. Nothing Is True Everything Is Permitted: The Life of Brion Gysin. Disinformation Company, 2005. ISBN 1-932857-12-5
- Geiger, John. Chapel of Extreme Experience: A Short History of Stroboscopic Light and the Dream Machine. Soft Skull Press, 2003.
- Ambrose, Joe, Frank Rynne, and Terry Wilson. Man From Nowhere: Storming the Citadels of Enlightenment with William Burroughs and Brion Gysin. Williamsburg: Autonomedia, 1992
- Vale, V. William Burroughs, Brion Gysin, Throbbing Gristle. San Francisco: V/Search, 1982. ISBN 0-9650469-1-5